# グヴァルジェイスク
グヴァルジェイスク（ロシア語: Гварде́йск, ラテン文字転写: Gvardeysk）は、ロシアのカリーニングラード州中部にある都市。人口は1万4122人（2021年）。
歴史的には東プロイセンに属し、1946年まではタピアウ（ドイツ語: Tapiau, リトアニア語: Tepliava/Tepliuva, ポーランド語: Tapiawa/Tapiewo）の名で知られた。

## 地理

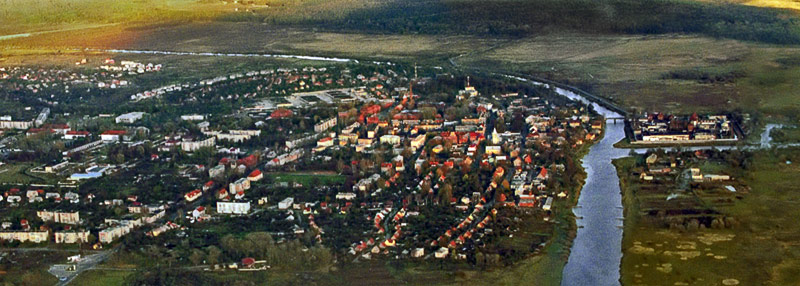
グヴァルジェイスク空撮

グヴァルジェイスクは、州都カリーニングラード（旧ケーニヒスベルク）の東38キロメートルの地点にある。カリーニングラードからリトアニアのカウナスを経てロシア本土へ向かう幹線鉄道と、連邦道路A229線（ドイツ時代の国道1号線）が走っている。またこの地方最大の川であるプレゴリャ川（旧プレーゲル川）が流れており、ここでデイマ川（旧デイメ川）が北へ分流している。

## 歴史
13世紀後半から14世紀前半にかけて活動したドイツ騎士団の年代記作家、デュイスブルクのペーター（Peter von Dusburg）は1254年の条で「タピオウ」（Tapiow）という集落について言及している。1265年には近くの砦スルグルビ（Surgurbi）もすでに建設されていた。タピアウとは古プロイセン人の言葉で「暖かい」を意味するtape, teplu, toplu, tapiから来たものと考えられ、砦の名は「山のまわり」を意味する sur garbis から来たと考えられる。プロイセン人の住むこの地は、13世紀のプロイセン十字軍によりドイツ騎士団に征服された。東に住むナドロヴィア人やスカロヴィア人からプレーゲル河口付近の地サムラントを守るため、プレーゲル川とデイメ川の分流点タピオウに1283年から1290年にかけて城が築かれた。この城は1351年に石造りの騎士団の城（Ordensburg）、タピアウ城に建て替えられた。

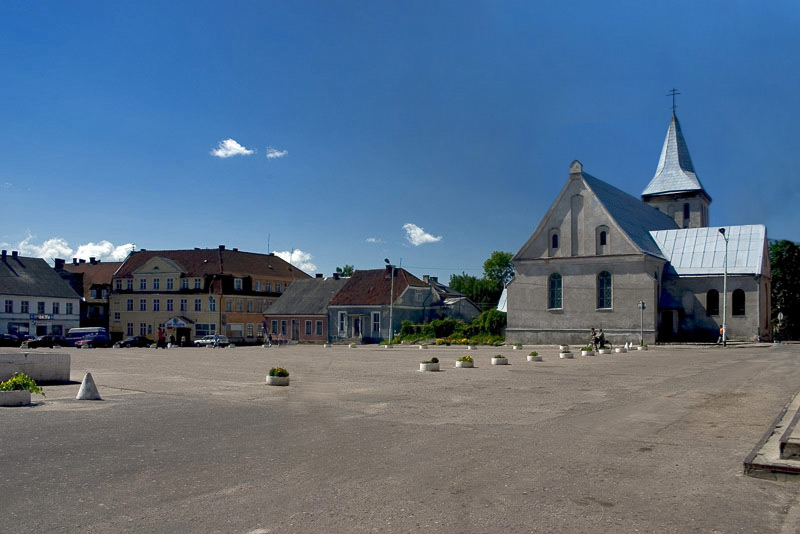
グヴァルジェイスクのマルクト広場

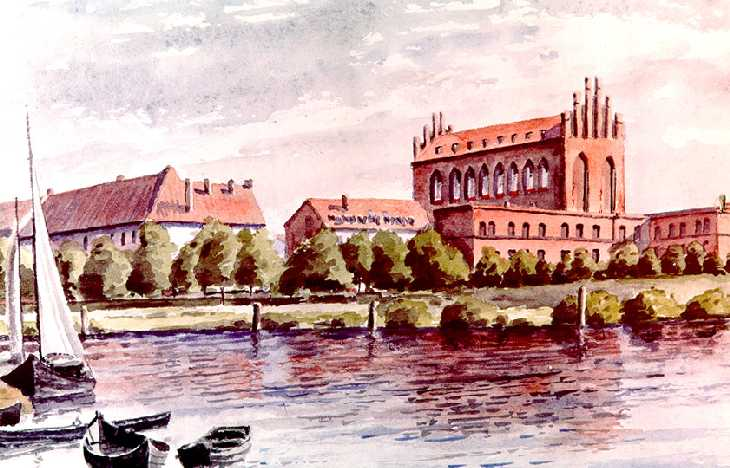
タピアウ城

ドイツ人たちは城の周りの集落もタピアウの名で呼ぶようになった。1385年にはリトアニア大公国の大公ヴィタウタスがタピアウでキリスト教徒に改宗し洗礼を受けている。ドイツ騎士団総長の居城がマリエンブルク城からケーニヒスベルク城へ移った後、その東隣にあるタピアウには1469年から1722年まで騎士団の文書館と図書館が置かれていた。
タピアウは1525年に騎士団領から成立したプロシア公領の一部となった。以後、タピアウ城はプロイセン公の第二の居城として使われる。プロシア公領を成立させた初代プロイセン公のアルブレヒトはタピアウで没した。1701年にはプロイセン王国が成立し、1722年にタピアウはプロイセン王フリードリヒ1世から市の地位を得た。プロイセン王国時代のタピアウの地方行政区分上の地位は、東プロイセン州ヴェーラウ郡（Landkreis Wehlau）の一部であった。周囲の農産物の集散地であったほか、食品工業や繊維などの軽工業も栄えた。
タピアウは他の東プロイセン北部の町とは異なり、第二次世界大戦（独ソ戦）末期の戦闘における手ひどい破壊からは免れた。1945年1月25日には赤軍に占領された。戦争が終わると東プロイセン北部はソビエト連邦に編入され、1946年にはカリーニングラード州の一部となり、タピアウは「グヴァルジェイスク」（守りの町）と改名された。ドイツ人住民は先に避難していった者も多かったが、残った者もドイツへ追放され、代わりにソ連各地からの移住者が入ってきた。

## 文化

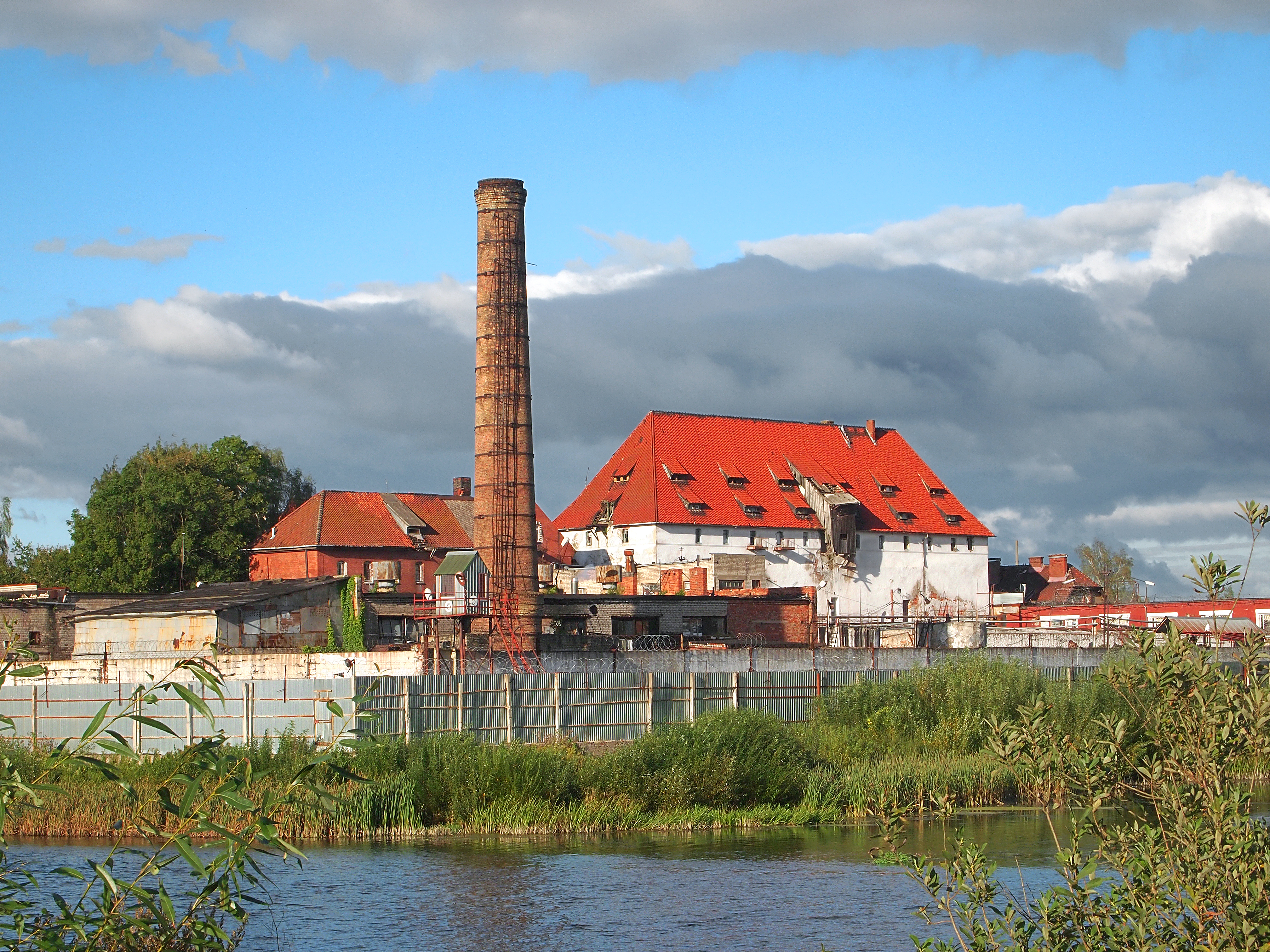
タピアウ城跡

グヴァルジェイスクには今もドイツ時代の建物が比較的よく残っている。タピアウ時代の主要な出身者はドイツにおける印象派・表現主義の先駆的な画家ロヴィス・コリント（Lovis Corinth, 1858年 - 1925年）で、1910年には町の教会の祭壇に絵画を寄贈しているが第二次大戦末期に行方不明になった。コリントの生家は今もグヴァルジェイスクに建つ。
主な見どころとしては1502年に創建された教会堂のほか、タピアウ城跡がある。タピアウ城の建物は1879年に修復され孤児院となり、ソ連時代には刑務所としても用いられていた。